# Leszek Sadowski
Leszek Sadowski (ur. 10 listopada 1927 w Lublinie, zm. 25 stycznia 2014 w Szczecinie) – polski bokser, reprezentant Polski.

## Kariera
Naukę boksu rozpoczął w rodzinnym mieście w Lublinie w klubie Garbarnia, po czym przeniósł się do Szczecina, reprezentując barwy klubu: Zrywu, Związkowca, Kolejarza, Pogoni Szczecin i Gwardii Wrocław. Startując w mistrzostwach kraju, zdobył wicemistrzostwo Polski w 1952 i 1953, oraz wywalczył brązowy medal w 1954 roku, wszystkie medale w wadze lekkopółśredniej. W latach 1950–1952 sześciokrotnie wystąpił w reprezentacji Polski odnosząc 5 zwycięstw, przy 1 przegranej, walcząc w kategoriach lekkiej, lekkopółśredniej i półśredniej (jedyna porażka). Walcząc w reprezentacji, stanowił silny punkt narodowego zespołu, wykazując się ogromną ambicją i odwagą w ringu.